# Aziz Lahbabi
Aziz Lahbabi (* 3. Februar 1991 in Khénifra) ist ein marokkanischer Langstreckenläufer.

## Sportliche Laufbahn
Erste internationale Erfahrungen sammelte Aziz Lahbabi 2010 bei den Juniorenweltmeisterschaften in Moncton, bei denen er in 13:28,92 min die Bronzemedaille im 5000-Meter-Lauf gewann. Bei den Crosslauf-Afrikameisterschaften 2011 in Kapstadt gelangte er den 13. Platz und sicherte sich in der Teamwertung hinter Kenia und Äthiopien die Bronzemedaille, wurde aber im Anschluss positiv auf die verbotene Substanz Methylhexanamin getestet und daraufhin für ein Jahr gesperrt. Im Jahr darauf qualifizierte er sich für die Olympischen Spiele in London, schied dort aber mit 13:47,57 min in der Vorrunde aus.
2014, 2015 und 2018 wurde Bouqantar marokkanischer Meister im 5000-Meter-Lauf. 2013 gewann er bei den Mittelmeerspielen in Mersin in 28:55,24 min die Silbermedaille im 10.000-Meter-Lauf hinter dem Türken Polat Kemboi Arıkan und sicherte sich über 5000 Meter in 13:40,33 min die Bronzemedaille hinter dem Algerier Rabah Aboud und seinem Landsmann Othmane el-Goumri. Über 5000 Meter qualifizierte er sich auch für die Weltmeisterschaften in Moskau, bei denen er mit 13:37,75 min aber nicht das Finale erreichte. Seit 2014 konzentriert sich Lahbabi vermehrt auf den Straßenlauf und sicherte sich in diesem Jahr in 59:25 min den Titel beim Ostia-Halbmarathon. 2015 siegte er in 1:02:21 h beim Casablanca-Halbmarathon und 2017 erreichte er beim Doha-Halbmarathon mit 1:03:55 h den dritten Platz, wie auch beim Agadír-Halbmarathon 2018 mit 1:03:13 h.
2013 wurde Lahbabi marokkanischer Meister im 5000-Meter-Lauf.

## Persönliche Bestleistungen
- 5000 Meter: 13:04,06 min, 27. Mai 2012 in Rabat
- 10.000 Meter: 28:55,24 min, 27. Juni 2013 in Mersin
- Halbmarathon: 1:00:15 h, 16. September 2017 in Ústí nad Labem